# Bonfinópolis de Minas
Bonfinópolis de Minas là một đô thị thuộc bang Minas Gerais, Brasil. Đô thị này có diện tích 1778,162 km², dân số năm 2007 là 5828 người, mật độ 3,4 người/km².